# Jan Kops

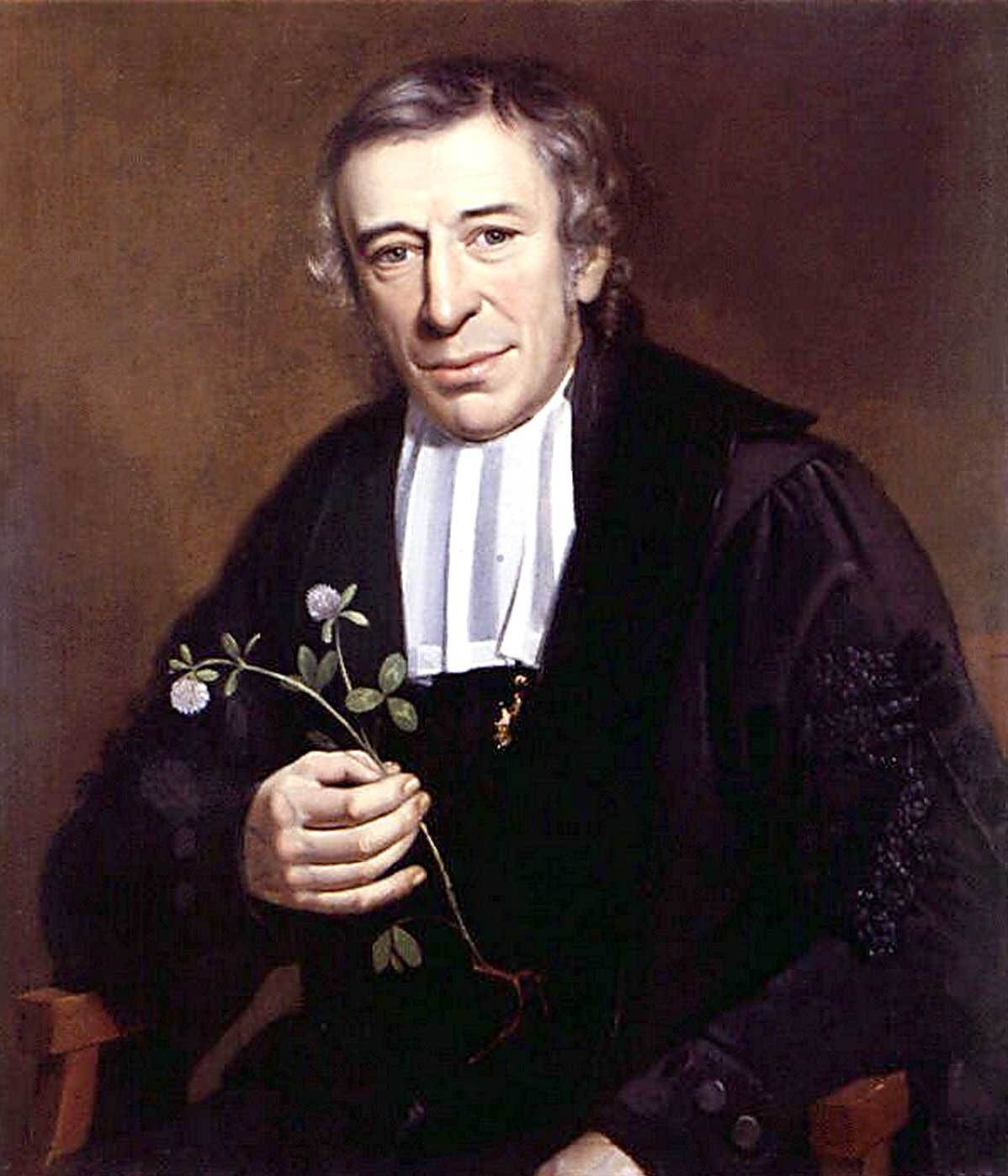
Jan Kops

Jan Kops (* 6. März 1765 in Amsterdam; † 9. Januar 1849 in Utrecht) war ein niederländischer reformierter Theologe und Agrarwissenschaftler.

## Leben
Jan stammte aus einer dem mennonitischen Glauben angehörigen Familie. Er war der Sohn des Tuchhändlers Jacobus Kops (* 2. April 1736 in Haarlem; † 29. Dezember 1773 in Amsterdam) und dessen Frau Hillegond Schotvanger (* 22. November 1734 in Amsterdam; † 2. März 1772 ebenda). Nach dem frühen Tod seiner Mutter verheiratete sich sein Vater am 24. Januar 1773 in Amsterdam erneut mit Marianne Elisabeth Audrouin (* 18. Juli 1734 in Amsterdam; † 3. Oktober 1801 in Haarlem), die Tochter des Philippe Audrouin und der Elisabeth Elin. Sie wurde nach dem Tod des Vaters sein neuer Bezugspunkt und zog gemeinsam mit Kops Schwester Maria (* 6. Mai 1763 in Amsterdam; † 17. November 1820 in Haarlem) 1774 nach Haarlem.
Bereits in Amsterdam hatte Kops die französische Schule besucht, welche Ausbildung er an französischen Schule in Haarlem fortsetzte. Mit guten Geistesanlagen ausgestattet, bezog er 1776 das städtische Gymnasium in Haarlem. Hier fand er in dem Pfarrersohn Adriaan Loosjes einen Freund, in dessen Umfeld er sich mit der niederländischen Literatur vertraut mache, aber auch Interesse für die Botanik, vor allem für die Untersuchungen von David de Gorter entwickelte. Wie sehr sein Interesse der Natur galt, zeigt seine Abschiedsarbeit vom Gymnasium in Haarlem Oratiuncula contemplatione naturae (frei deutsch übersetzt: Reden zur Betrachtung der Natur).
Da den Angehörigen der Täufergesinnten Gemeinden damals in den Niederlanden keine Möglichkeit gegeben wurde, sich auf naturwissenschaftlichem Wege zu entfalten, entschied sich Kops den Weg eines Theologen einzuschlagen. Hierzu bezog er am 10. Dezember 1781 in Baptistenschule in Amsterdam. Neben seinen theologischen Studien frequentierte er zusätzlich die Vorlesungen am Athenaeum Illustre Amsterdam. Hier waren unter anderen Daniel Wyttenbach, Herman Tollius und Diederik Adriaan Walraven (1732–1804) seine Lehrer. Seine Pfarramtsausbildung an der Baptistenschule empfand er als wenig befriedigend, so dass er sich im Selbststudium mit den Schriften von den Theologen  wie Johann Christoph Döderlein, Samuel Werenfels, Johann Friedrich Wilhelm Jerusalem, August Hermann Niemeyer, Felix Hess und Christian Fürchtegott Gellert auseinandersetzte. Dabei verlor er aber nicht sein primäres Interesse an Philosophie und Botanik. Besonders begeisterten ihn zu jener Zeit die Arbeiten von John Locke und Gottfried Wilhelm Leibniz. Nachdem er sich in Taylers Gottesgelehrten Gesellschaft mit der ausgezeichneten Preisaufgabe Verhandeling over de onverschilligheid in godsdienstige zaken (frei deutsch übersetzt: Abhandlung über die Gleichgültigkeit in religiösen Fragen) einen Namen gemacht hatte, legte er am 5. April 1787 sein Pfarramtsexamen ab.
Nach der Absolvierung eines Probejahrs wurde er am 17. Februar 1788 Pfarrer der Täufergemeinde der Baptisten in Leiden. In Leiden immatrikulierte er sich am 29. Dezember 1787 an der dortigen Universität und begann dort weitere Studien zu betreiben. Weniger das Studium der Theologie zog ihn an, sondern vielmehr begeisterten ihn naturwissenschaftliche Untersuchungen, welche wahrscheinlich von Nicolaus Georgius Oosterdijk und Sebald Justinus Brugmans begleitet wurden. Nach der Revolution der Batavischen Republik 1795 begann er sich als Mitglied des Stadtrates in Leiden zu engagieren. Jedoch erlebte er manchen Widerspruch in dieser Funktion. Daher lenkte sich sein Augenmerk vielmehr auf landwirtschaftliche Fragen. So wurde er 1796 in einer Forschungskommission seiner Superintendentur eingesetzt, welche sich der Frage widmete, wie man das Brachland der Dünen fruchtbar machen könne. Er wurde Sekretär der Kommission und schrieb 1798/99 seine Erfahrungen zu dieser Thematik in dem zweibändigen Werk Tegenwoordige staat der duinen van het voormaalig gewest Holland (frei deutsch übersetzt: Gegenwärtiger Stand der Dünen in der vormaligen Provinz Holland) nieder. Am 7. Juni 1800 wurde er Leiter der Abteilung Landwirtschaft im niederländischen Ministerium des Inneren.
Daher legte er sein Leidener Pfarramt nieder und zog mit seiner Familie nach Den Haag. In dieser Funktion entwickelte er ein rühriges Organisationstalent, unter verschiedenen niederländischen Regierungen. So arrangierte er das Erscheinen der ersten Agrarzeitung unter dem Titel Magazijn van Vaderlandschen Landbouw. Er führte 1805 Kommissionen für Landwirtschaft als Beratungsorgane für die Regierung ein und gründete 1808 das Amt für niederländische Landwirtschaft. Letzteres war zuerst in Amsterdam angesiedelt, wurde aber 1833 nach Utrecht verlegt, weil er deren Präsident er bis zu seinem Tod blieb. Auf königlichen Beschluss wurde Kops am 16. Oktober 1815 als erster Professor für Landwirtschaft und Botanik an die niederländische Universität Utrecht berufen. Am 15. Februar 1816 wurde er zum Doktor der Naturwissenschaften an der Universität Utrecht ernannt und trat die ihm übertragenen Professur am 15. Februar 1816 mit der Einführungsrede over het aanbelang van het akademisch onderwijs in de Nederlandsche land-huishoudkunde (frei Deutsch übersetzt: Über die Wichtigkeit der akademischen Ausbildung in der niederländischen Landwirtschaft) seine übertragene Aufgabe an.
In dieser Funktion beteiligte er sich auch an den organisatorischen Aufgaben der Hochschule und war 1828/29 Rektor der Alma Mater. Obwohl Kops Wissen über Botanik veraltet war, hat Kops nachhaltige Bedeutung als erster akademischer Agronom der Niederlande erlangt. Gelegentlich hielt der begnadete Rhetoriker noch Predigten in Amsterdam, Den Haag und Utrecht. Während seiner Lebenszeit erhielt Kops viele Auszeichnungen. So war er Ritter des Ordens vom Niederländischen Löwen, 1808 wurde er Mitglied des niederländischen Königlichen Instituts, 1821 Mitglied der Gesellschaft für niederländische Literatur in Leiden und er war Direktor der provinziellen Utrechtschen Gesellschaft für Künste und Wissenschaften. Obwohl er bereits am 26. März 1829 in Utrecht seine Abschiedsrede De emolumento, quod ex Batavorum et Belgarum conjunctione in unum regnum, agriculturae per totam patriam accesserit gehalten hatte, wurde er im März 1835 aus seiner Professur emeritiert. Nach einer schmerzhaften Krankheit verstarb er im Alter von 84 Jahren.

## Familie
Kops war zwei Mal verheiratet.
Seine erste Ehe schloss er am 22. Januar 1788 in Haarlem mit Catharina Daams (* 6. Januar 1768 in Haarlem; † 30. November 1805 in Den Haag), der Tochter des Pfarrers der Taufgesinnten Gemeinde in Haarlem Joost Pieterzoon Daams (um 1686; † 1777 in Haarlem) und dessen Frau Helena Gre(e)ve. Aus der Ehe stammen 6 Söhne und fünf Töchter, wobei zwei Söhne jung verstarben.
Seine zweite Ehe ging er am 14. April 1807 in Den Haag mit Helena Biljouw (* 16. September 1774 in Leiden; † 31. März 1855 in Utrecht), der Tochter des Bartholomeus Bijouw und der Maria Tangen, ein. Aus der Ehe stammen fünf Söhne und eine Tochter, drei Söhne verstarben jung.
Von den Kindern kennt man:
- Jacobus Kops (* 16. August 1789 in Leiden; † 7. Januar 1818 in Utrecht)
- Helena Elisabeth Kops (* 23. April 1791 in Leiden; † 9. August 1842 in Utrecht)
- Jan Kops I. (* 15. Januar 1794 in Leiden)
- Josina Kops (* 20. Dezember 1795 in Leiden; † 29. April 1852 in Utrecht) verh. 22. August 1844 in Utrecht Daniel de Stoppelaar-Blijdestein (* 26. Juli 1789 in Utrecht; † 9. Juni 1858 in Maarsen)
- Maria Kops (* 3. Januar 1798 in Leiden; † 20. August 1869 Utrecht) verh. 4. Januar 1821 in Utrecht mit Prof. Dr. phil. & med. Petrus Johannes Izaak de Fremery (* 29. April 1797 in Utrecht; † 9. September 1855 in Utrecht)
- Margaretha Kops (* 24. Februar 1800 in Leiden; † 23. August 1877 in Utrecht) verh. 28. November 1833 Thomas Bastiaan Templeman van der Hoeven (* 11. April 1776 in Rotterdam; † 30. Juni 1859 in Utrecht)
- Maria Cornelia Kops (* 20. Januar 1802 in Leiden; † 16. März 1884 in Utrecht)
- Jan Kops II. (* 8. Dezember 1803 in Leiden)
- Willem Pieter Kops (* 30. November 1805 in Leiden; † 22. November 1828 in Amsterdam)
- Catharina Kops (* 13. August 1809 in Amsterdam; † 30. November 1893 in Utrecht)
- Isaac Cornelis Kops I. (25. Juni 1812 in Amsterdam; † 3. April 1816 in Amsterdam)
- Isaac Cornelis Kops II. (* 5. April 1816 in Amsterdam; † 5. April 1900 in Den Haag) Dr. jur. Anwalt in Utrecht und Haarlem verh. 8. August 1850 in Amsterdam mit Catharina Elisabeth Anspach (* 11. Januar 1825 in Amsterdam; † 28. Oktober 1887 in Haarlem)
- Albertus Kops (* 14. Januar 1814; † 3. August 1874 in Utrecht) Dr. med. verh. 11. September 1845 in Amsterdam mit Grietje Cleyndert (* 24. März 1824 in Zaandam; † 10. April 1865 in Utrecht)

## Werke

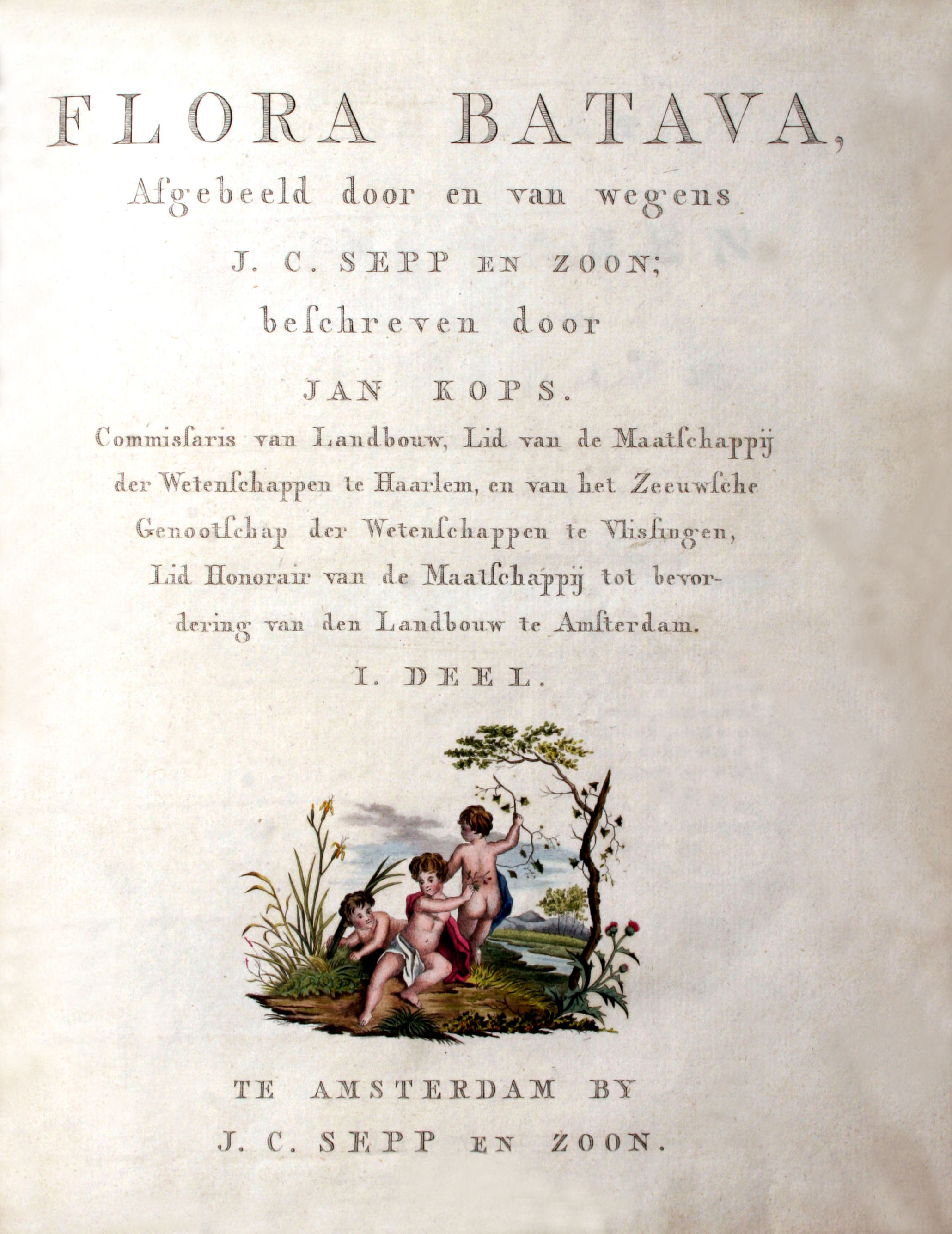
Flora Batava

- Leerrede over den algemeenen grond van vereeniging onder de Christenen, 20 Maart 1796. Haarlem 1797
- Tegenwoordige staat der duinen.... Amsterdam 1798, 2. Bde.
- Proeven van uiterlijke Nederl. welsprekendheid.... benevens een redevoering over Jacob Cats.... Haarlem 1818
- Leerrede over Gods hulp en bescherming in den twaalfdaagschen veldtogt in Aug. 1831. Utrecht 1831
- Verhandeling over den staat der voornaamste gewassen in Nederland geteeld, en van de gesteldheid van het weder in den jare 1806 tot 1812. Amsterdam 1816
- Inwijdingsredevoering over het aanbelang van het academisch onderwijs in de Nederlandsche landhuishoudkunde. Utrecht 1816
- Staat van Hollands duinen en ontwerp tot vruchtbaarmaking derzelven. Utrecht 1818
- Index plantarum quae in horto Rheno-Trajectino coluntur. Utrecht 1823
- Flora Batava, of afbeelding en beschrijving van Nederlandsche gewassen door J.C. Sepp en Zoon en J. Kops. Amsterdam 1800–1824, 5. Bde.
- Magazijn van vaderlandsche landbouw. Haarlem 1815, 6. Bde.
- Oratio de emolumento, quod ex Batavorum et Belgarum conjunctione in unum regnum agriculturae per totam patriam accesserit. Utrecht 1829
- Leerrede over Gods bestuur van 's menschen daden. Vijftigjarige predikdienst, uitgesproken te Utrecht Febr. 1838. Utrecht 1838
- Beredeneerd algemeen register op de staten van landbouw, over de jaren 1814-1828. Utrecht 1832
- Uitgezochte stichtelijke gedichten van D.Rz. Camphuizen.... met een levensbericht enz. Utrecht 1839
- Hulde aan de letterkundige verdiensten van mr. Jac. Scheltema.... Utrecht 1836